# Кутахов Павло Степанович
Павло́ Степа́нович Кута́хов (рос. Павел Степанович Кутахов; 3 (16) серпня 1914 — 3 грудня 1984) — радянський військовий льотчик-винищувач, учасник Другої світової війни, головний маршал авіації (1972). Двічі Герой Радянського Союзу (1943, 1984), заслужений військовий льотчик СРСР (1966). Депутат Верховної Ради СРСР 8—11 скликань (1970—1984). Депутат Верховної Ради УРСР 6—7-го скликань (1963—1971). Член ЦК КПРС у 1971—1984 роках.

## Життєпис
Народився 3 (16) серпня 1914 року в селі Малокирсанівка (тепер Матвієво-Курганський район Ростовської області). Росіянин.
По закінченні 7 класів школи у 1930 році переїхав до міста Таганрогу, де закінчив школу ФЗУ у 1933 році. Працював слюсарем на авіаційному заводі. У 1935 році закінчив робітфак при Таганрозькому індустріальному інституті.
У лавах РСЧА з серпня 1935 року. У 1938 році закінчив Сталінградську військову авіаційну школу пілотів. Проходив військову службу у стройових частинах ВПС Ленінградського військового округу.
Учасник радянсько-фінської війни 1939—1940 років на посаді командира авіаційної ланки 7-го винищувального авіаційного полку. Здійснив 131 бойовий виліт на винищувачі І-16.
Учасник німецько-радянської війни з червня 1941 року: до травня 1944 року — заступник командира, командир ескадрильї 145-го (з квітня 1942 — 19-го гвардійського) винищувального авіаційного полку; з квітня 1944 по січень 1945 року — командир 20-го гвардійського винищувального авіаційного полку. Воював на Ленінградському і Карельському фронтах. Брав участь у обороні Ленінграду, Мурманська, Заполяр'я, у прикритті союзницьких конвоїв, у Петсамо-Кіркенеській операції.
Всього за роки війни здійснив 367 бойових вильотів на винищувачах І-16, ЛаГГ-3, «Аерокобра». У 79 повітряних боях збив особисто 14 та в складі групи 28 літаків супротивника.
По закінченні війни продовжив військову службу у ВПС СРСР: командував винищувальним авіаційним полком у Заполяр'ї. У 1949 році закінчив Липецькі вищі офіцерські льотно-тактичні курси. З 1949 року — заступник командира, з грудня 1950 року — командир винищувальної авіаційної дивізії в складі Групи радянських військ у Німеччині.
З листопада 1951 року — заступник командира, з грудня 1953 року — командир винищувального авіаційного корпусу Прибалтійського військового округу.
У 1957 році закінчив Вищу військову академію імені К. Ворошилова. З грудня 1957 року — заступник командувача з бойової підготовки, з 1959 року — перший заступник командувача 30-ю повітряною армією ПрибВО. З серпня 1961 року — командувач 48-ю повітряною армією Одеського військового округу.
З липня 1967 року — перший заступник Головнокомандувача ВПС СРСР. З березня 1969 року й до кінця життя — Головнокомандувач Військово-повітряними силами — заступник міністра оборони СРСР.
Мешкав у Москві, де й помер 3 грудня 1984 року. Похований на Новодівочому цвинтарі.

## Нагороди і почесні звання
Указом Президії Верховної Ради СРСР від 1 травня 1943 року за мужність і героїзм, виявлені у боях, гвардії майору Кутахову Павлу Степановичу присвоєне звання Героя Радянського Союзу з врученням ордена Леніна і медалі «Золота Зірка» (№ 1026).
Указом Президії Верховної Ради СРСР від 15 серпня 1984 року за значний вклад у підвищення бойової готовності й оснащення ВПС СРСР сучасною військовою технікою та з нагоди 70-річчя з дня народження, головний маршал авіації Кутахов Павло Степанович нагороджений орденом Леніна та другою медаллю «Золота Зірка» (№ 123/ІІ).
Нагороджений чотирма орденами Леніна (01.05.1943, 15.08.1974, 21.02.1978, 15.08.1984), орденом Жовтневої Революції (4.05.1972), п'ятьма орденами Червоного Прапора (01.05.1942, 13.07.1942, 22.02.1955, 30.12.1956, 22.02.1968), орденами Кутузова 1-го ступеня (04.11.1981), Олександра Невського (05.11.1944), Вітчизняної війни 1-го ступеня (22.09.1943), двома орденами Червоної Зірки (15.11.1950, 29.04.1954), орденом «За службу Батьківщині у Збройних силах СРСР» 3-го ступеня (17.02.1976), медалями та нагородами іноземних держав.
Заслужений військовий льотчик СРСР (1966), лауреат Ленінської премії (1983).

## Пам'ять
Бронзові погруддя П. С. Кутахову встановлені у селі Малокирсанівка й місті Люберці Московської області.
На будинку, де жив П. С. Кутахов у Москві та на будівлі школи, в якій він навчався у Таганрозі встановлені меморіальні дошки.
Ім'ям Павла Кутахова названо вулицю в селі Малокирсанівка.